# Fernando Diniz
Fernando Diniz Silva (Patos de Minas, 27 de março de 1974) é um treinador, psicólogo e ex-futebolista brasileiro que atuava como meio-campista. Atualmente comanda o Vasco da Gama.
É conhecido por ter um estilo de jogo totalmente único, conhecido como "Dinizismo", em que os seus atletas gostam de ter a posse de bola, saem jogando desde o campo de defesa e seguem para o ataque agrupados, quase simulando um futsal no campo. Em 2023, após a conquista da Libertadores com o Fluminense, Fernando Diniz foi eleito o Treinador Sul-Americano do Ano pelo jornal El País, além de 5º melhor técnico do mundo pela IFFHS.

## Carreira como jogador

### Início
Iniciou sua carreira em 1993 no Juventus da Mooca, onde jogou até 1996. No mesmo ano foi emprestado ao Guarani, e seu desempenho no clube campineiro fez o Palmeiras contratá-lo.

### Palmeiras
Fernando Diniz, então com 22 anos, foi contratado pelo Palmeiras no segundo semestre de 1996, depois que o famoso "time dos 100 gols" conquistou o Campeonato Paulista de maneira arrasadora e alcançou também à final da Copa do Brasil, sendo derrotado pelo Cruzeiro. O meio-campista chegou ao Alviverde após passagens por Juventus da Mooca e Guarani, e custou 120 mil dólares à Parmalat, empresa que geria o futebol do Verdão.
Em sua apresentação no Palestra Itália, o jovem mostrou personalidade e disse que mostraria que o investimento em seu futebol valeria à pena.
| “ | Não vim para ser mais um. Se pagaram US$ 120 mil, é porque tenho valor. | ” |

A chegada de Diniz, aliás, fez parte da reformulação do elenco palestrino naquele ano, já que alguns dos melhores jogadores do time, como Rivaldo, foram vendidos para a Europa. O meia passou por uma situação no mínimo curiosa: ele estava concentrado com o grupo que iria enfrentar o Atlético Mineiro, pelo Campeonato Brasileiro, mas foi obrigado a ser liberado para ser mesário no segundo turno das eleições municipais de 1996.

### Corinthians
Após deixar o Palmeiras, foi defender as cores do rival Corinthians entre 1997 e 1998. Por lá, o jogador conquistou o Campeonato Paulista de 1997 e ajudou o Timão a escapar do rebaixamento no Campeonato Brasileiro.

### Paraná
Sem espaço no Corinthians, Diniz transferiu-se para o Paraná em 1998. As boas atuações no tricolor paranaense chamaram a atenção do Fluminense, que contratou o meio-campista em 2000.

### Fluminense
Ao chegar, Fernando Diniz encontrou um Flu em reconstrução após a conquista da Série C. O jogador chegou para fazer parte do elenco que disputaria a Copa João Havelange e contava com nomes como Faustino Asprilla, Magno Alves, Marcão, Roni e Roger.
No dia 7 de novembro de 2001, o meia foi protagonista numa briga generalizada que começou envolvendo ele e o volante Galeano, do Palmeiras. Na ocasião, o tricolor carioca goleava por 6–2, no Palestra Itália, quando o jogador palmeirense deu um carrinho em Diniz. Os dois se desentenderam, acabaram sendo expulsos e na saída começaram uma briga que tornou-se uma batalha envolvendo vários em campo.
Fernando Diniz ainda fez parte do plantel que conquistou o Campeonato Carioca de 2002, no ano de centenário do clube. No Campeonato Brasileiro, apesar do treinador da equipe ser Robertinho, tecnicamente quem comandou foi o experiente atacante Romário — servido por Diniz, o Baixinho foi destaque, e o time chegou a semifinal da competição. Diniz ficou no clube das Laranjeiras até meados de 2003, sendo o clube que mais atuou como jogador.

### Flamengo
Em abril de 2003, o meia foi cedido até o final do ano ao Flamengo, em uma negociação que envolveu uma troca com Lopes. A estreia do jogador, então com 29 anos, foi curiosamente contra o seu ex-clube Fluminense. Ele entrou no lugar de Fábio Baiano numa vitória por 4–1, válida pelo Campeonato Brasileiro.
Na Gávea, porém, Diniz não conseguiu repetir as mesmas atuações dos tempos das Laranjeiras. Sofreu com algumas lesões e fez apenas 12 jogos no elenco que contava com nomes como Edílson, Júlio Cesar, Felipe, Fernando Baiano e Ibson. O único gol que Diniz marcou com a camisa do Flamengo foi num empate em 1–1 contra o São Caetano, no Estádio Anacleto Campanella, em jogo válido pelo Brasileirão. Ele roubou a bola, entrou na área e chutou cruzado no contrapé do goleiro Silvio Luiz.

### Outros clubes
Em 2004 acabou sendo negociado com o Juventude. Posteriormente, viria a jogar no Cruzeiro em 2004, no Santos em 2005, no Paulista de Jundiaí entre 2006 e 2007, no Santo André em 2007, retornou ao Juventus-SP em 2008 e encerrou sua carreira no Gama, aos 34 anos.

## Carreira como treinador

### Votoraty
Diniz iniciou a carreira no Votoraty em 2009, conseguindo já em seu primeiro ano como técnico os títulos da Campeonato Paulista Série A3 e Copa Paulista contra o Paulista de Jundiaí. No ano seguinte levou o clube a segunda fase da Copa do Brasil de 2010, sendo eliminado pelo semifinalista daquela edição, o Grêmio. Este foi o último jogo do técnico pelo clube, pois os donos da equipe resolveram extinguir o clube em seguida.

### Paulista
Prestigiado no interior, Fernando Diniz aceitou a proposta do próprio Paulista de Jundiaí e dirigiu a equipe na Copa Paulista de 2010. Mesmo com desconfianças da torcida acerca do seu modelo de jogo, já sem posições fixas e extremamente inovador para a época, o treinador obteve sucesso e conquistou o título da competição pela segunda vez consecutiva, batendo o Red Bull Brasil na decisão. O técnico renovou o seu contrato para o Paulistão de 2011, mas permaneceu apenas cinco rodadas e foi demitido após um início ruim no torneio.

### Botafogo-SP
Teve uma breve passagem pelo Botafogo de Ribeirão Preto em fevereiro de 2011, sendo demitido após disputar apenas quatro jogos.

### Atlético Sorocaba
No final de 2011, Fernando assumiu o comando do Atlético Sorocaba, com o qual atingiu a terceira colocação na Série A2 de 2012, conseguindo o acesso à primeira divisão do futebol paulista em 2013. Após dois meses à frente da equipe, o técnico dirigiu o time em dois amistosos contra a Seleção Norte-Coreana: derrota por 1–0 na primeira partida e empate sem gols na segunda. Diniz foi demitido do Galo no segundo semestre de 2012, após a eliminação na Copa Paulista.

### Guaratinguetá
Passou pelo Guaratinguetá em 2014, mas teve um fraco aproveitamento na equipe; em 18 partidas, o técnico conseguiu apenas seis vitórias.

### Paraná
Anunciado pelo Paraná em julho de 2015, Diniz comandou a equipe paranaense em boa parte do segundo semestre. O treinador acabou sendo demitido em setembro, após uma derrota para o Atlético Goianiense, pela 28ª rodada da Série B. Em 17 partidas pelo clube, obteve sete vitórias, três empates e sete derrotas.

### Audax
Após ser demitido da equipe paranaense, no final de 2015 Fernando Diniz assumiu o comando do então recém fundado Audax. No dia 20 de março de 2016, alcançou sua primeira vitória contra um dos times do Trio de Ferro ao ganhar do Palmeiras por 2–1. Nesse ano ganhou projeção nacional ao levar a equipe à final do Campeonato Paulista, eliminando São Paulo e Corinthians no mata-mata, até ser derrotado pelo Santos na decisão.
Com o fim do estadual, Diniz foi treinar o Oeste, que tinha uma parceria com o Audax, absorvendo a comissão técnica e os jogadores restantes do elenco. Entretanto, o time foi apenas o 16º colocado na Série B daquele ano, e o treinador retornou ao Audax em janeiro de 2017.
Após cinco anos, deixou o comando da equipe no dia 2 de junho. No total foram 50 vitórias, 31 empates e 31 derrotas em 112 jogos pelo clube paulista.

### Atlético Paranaense
Foi anunciado como novo coordenador técnico geral e treinador da equipe principal do Atlético Paranaense no dia 3 de janeiro de 2018. Diniz, no entanto, não treinou o time campeão paranaense naquele ano, mas acompanhou de perto do trabalho do técnico Tiago Nunes. Com isso, teve tempo para implementar seu estilo de jogo à equipe principal do Furacão para a disputa da Copa do Brasil, da Copa Sul-Americana e do Campeonato Brasileiro.
Por conta dos resultados ruins, acabou sendo demitido no dia 25 de junho. Em 21 jogos pela equipe, o treinador obteve cinco vitórias, sete empates e nove derrotas — 34% de aproveitamento.

### Fluminense
Em 19 de dezembro de 2018, Fernando Diniz foi anunciado como novo técnico do Fluminense.
A primeira competição disputada pelo clube com Diniz no comando foi o Campeonato Carioca de 2019. Não abrindo mão de seu estilo característico, mesmo sob críticas de boa parte da imprensa por conta dos resultados de seu trabalho anterior, o técnico rapidamente modificou o padrão de jogo do tricolor, que surpreendeu com a melhoria significativa de suas exibições, passando a valorizar a posse de bola e o futebol bonito. Por conta disso, recebeu o prêmio de Melhor Treinador no final do campeonato.
Em 19 de agosto de 2019, foi demitido do Flu após deixar a equipe na 18.ª colocação do Campeonato Brasileiro. No total, somou três vitórias, três empates e nove derrotas na competição.

### São Paulo
No dia 26 de setembro de 2019, foi anunciado como novo treinador do São Paulo.
Completou um ano no comando da equipe paulista no dia 26 de setembro de 2020, somando 44 jogos, com 20 vitórias, 11 empates e 13 derrotas (53,8% de aproveitamento). A marca fez com que o treinador se tornasse o técnico com maior permanência no tricolor paulista desde a terceira passagem de Muricy Ramalho. No período, o São Paulo encerrou o Brasileirão na 6ª posição e foi eliminado pelo Mirassol no Campeonato Paulista de 2020, nas quartas de final, pelo placar de 3–2 para o clube do interior.
Em 2021, conseguiu um desempenho bom no Campeonato Brasileiro de 2020, na qual foi líder por boa parte do torneio. No entanto, teve uma franca queda de desempenho após a eliminação nas semifinais da Copa do Brasil para o Grêmio, chegando inclusive a xingar o volante Tchê Tchê durante um jogo contra o Red Bull Bragantino. Teve sua saída do clube confirmada no dia 1 de fevereiro, após um ano e quatro meses no cargo, antes mesmo do fim do Campeonato Brasileiro de 2020 — que ainda durava por conta do atraso do início da competição, devido à pandemia de COVID-19. No total, Diniz dirigiu a equipe em 74 partidas, com 34 vitórias, 20 empates e 20 derrotas.

### Santos
Foi anunciado oficialmente como novo treinador do Santos no dia 7 de maio de 2021, assinando por um ano com opção de prorrogação por mais um, sem multa rescisória. Diniz estreou no dia 11 de maio, na Vila Belmiro, com uma vitória por 1–0 sobre o Boca Juniors pela Copa Libertadores. O treinador, porém, foi expulso por reclamação no segundo tempo. Foi demitido em 5 de setembro, após sequência de maus resultados.

### Vasco da Gama
Em 8 de setembro de 2021, foi anunciado como novo treinador do Vasco da Gama para os jogos restantes da Série B, assumindo o clube em 10º colocado na 23ª rodada. Com a meta de levar o Vasco da Gama à Série A de 2022, Diniz não obteve êxito em seu objetivo, na qual foi confirmado na derrota por 3–0 contra o Vitória, em São Januário, restando três rodadas para o término da competição.
O treinador deixou a equipe no dia 11 de novembro, não tendo o seu contrato renovado para a temporada seguinte.

### Retorno ao Fluminense

#### 2022
Foi anunciado como novo treinador do Fluminense no dia 30 de abril, assumindo a equipe após a saída de Abel Braga.
No dia 26 de maio, o Fluminense de Fernando Diniz aplicou a maior goleada da história da Copa Sul-Americana: 10–1 sobre o Oriente Petrolero, da Bolívia, em jogo realizado no Estádio Ramón Tahuichi Aguilera. No entanto, apesar do placar elástico, o clube carioca não se classificou para as oitavas de final da competição.
Na Copa do Brasil, o treinador guiou o clube até as semifinais da competição, caindo para o Corinthians. Já pelo Campeonato Brasileiro, Diniz comandou a equipe durante todo o torneio e realizou uma boa campanha. Nos 38 jogos sob seu comando, foram 21 vitórias, sete empates e dez derrotas, com o Fluminense terminando em 3º colocado e garantindo uma vaga na fase de grupos da Copa Libertadores da América.

#### 2023
Iniciou o ano com uma vitória por 2–0 contra o Resende no dia 14 de janeiro, em jogo que marcou a estreia no Campeonato Carioca. Seu primeiro grande resultado foi no dia 4 de março, na goleada por 5–0 contra o Bangu, em jogo realizado no Estádio Mané Garrincha. Levou o Fluminense à conquista da Taça Guanabara no dia 8 de março, ao vencer o Flamengo no Maracanã por 2–1, de virada, com gols de Germán Cano e Gabriel Pirani. Já no dia 9 de abril, após mais uma vitória contra o rival Flamengo, dessa vez uma goleada por 4–1 (gols de Marcelo, Cano e Alexsander), o Fluminense conquistou o Campeonato Carioca. A equipe foi elogiada pela grande atuação durante os 90 minutos, pois conseguiu reverter uma derrota por 2–0 no jogo de ida. Com essa conquista, Fernando Diniz faturou seu primeiro título de expressão. Em seguida, ao lado de cinco jogadores tricolores, o treinador foi escolhido para a Seleção do Campeonato Carioca.
No dia 4 de outubro, Diniz conduziu o Fluminense à final da Copa Libertadores da América, eliminando o Internacional na semifinal, após vencer por 4–3 no agregado. Quinze anos após o vice de 2008 contra a LDU, o tricolor carioca classificou-se para sua segunda final da competição sul-americana.
Na grande final da Libertadores realizada no dia 4 de novembro, no Maracanã, o treinador foi o responsável por comandar a equipe no título inédito. Fernando Diniz foi muito elogiado pela frase motivacional durante a entrada do atacante John Kennedy, numa substituição realizada aos 34 minutos do segundo tempo. Na ocasião, o Flu empatava em 1–1 com o Boca Juniors, e o técnico exclamou três vezes: "Você vai fazer o gol do título!". O atacante de 21 anos brilhou, marcou na prorrogação, o Fluminense venceu por 2–1 e conquistou a Libertadores pela primeira vez em sua história.

#### 2024
Diniz iniciou o ano conquistando o título da Recopa Sul-Americana no dia 1 de março. Na ocasião, os seus comandados perderam da LDU por 1–0 no jogo de ida, mas venceram por 2–0 no jogo de volta, no Maracanã, com dois gols do colombiano Jhon Arias.
No decorrer da temporada, o time do Fluminense passou por momentos ruins, o que gerou revolta na torcida tricolor. Sofrendo com lesões e desfalques na equipe, o treinador passou por uma sequência de derrotas no Campeonato Brasileiro, viu o Flu entrar na zona de rebaixamento e amargar a lanterna da competição. Fernando Diniz, que chegou a ser alvo de protesto dos torcedores e teve a demissão exigida, recebeu dois cartões amarelos e foi expulso no dia 23 de junho, numa derrota por 1–0 para o rival Flamengo. Contestado ainda mais por conta da quarta derrota consecutiva e a situação ruim no Brasileirão, o técnico teve sua saída ainda mais cogitada. No dia seguinte, após reuniões entre o presidente Mario Bittencourt e a diretoria, foi decidida a demissão do treinador.
Sete meses após a conquista da Libertadores, Diniz deixou a equipe com outros três títulos conquistados: a Recopa Sul-Americana, o Campeonato Carioca e a Taça Guanabara. Ao todo nessa segunda passagem, foram 151 partidas, com 75 vitórias, 31 empates e 45 derrotas.

### Seleção Brasileira
No dia 4 de julho de 2023, a CBF acertou um contrato com Fernando Diniz para ser o treinador interino da Seleção Brasileira, até a possível chegada de Carlo Ancelotti. O contrato seria de seis meses ou um ano, dependendo da data em que o italiano poderia deixar o Real Madrid. Diniz, que chegou para suceder o também interino Ramon Menezes, combinou nas negociações para conciliar o trabalho com o Fluminense e se apresentar nas Datas FIFA para comandar a Seleção. A CBF procurou o clube carioca para tratar da liberação e a resposta foi que isso só ocorreria perante pagamento de multa, mas as partes chegaram a um consenso. Com o acordo, o Tricolor não foi prejudicado em momentos-chave da temporada, como o mata-mata da Libertadores. No dia seguinte, em sua apresentação na sede da CBF, no Rio de Janeiro, Diniz declarou: "Vou fazer o meu melhor para trazer muita alegria aos torcedores".
Em 8 de setembro, na sua estreia como treinador da Seleção, o Brasil venceu a Bolívia por 5–1 no Mangueirão, em partida válida pelas Eliminatórias da Copa do Mundo de 2026. Em seguida venceu o Peru fora de casa por 1–0, encerrando sua primeira Data FIFA como técnico da Seleção Brasileira.
No dia 12 de outubro, o Brasil enfrentou a Venezuela na Arena Pantanal, empatando em 1–1. O primeiro resultado negativo sob o comando de Diniz aconteceu no dia 17 de outubro, numa derrota por 2–0 para o Uruguai, fora de casa. Já no dia 16 de novembro, a Amarelinha saiu derrotada por 2–1 para a Seleção Colombiana, fora de casa. Foi a primeira vez na história em que o Brasil perdeu para a Colômbia num jogo válido pelas Eliminatórias. Na partida seguinte, em 21 de novembro, mais um revés: Diniz viu seus comandados perderem o clássico contra a Argentina por 1–0, no Maracanã. Essa foi a terceira derrota consecutiva do Brasil, e a primeira vez na história em que a Seleção perdeu um jogo das Eliminatórias em casa.
Após o fracasso das negociações com Carlo Ancelotti, Fernando Diniz foi demitido da Seleção Brasileira no dia 5 de janeiro de 2024, sendo esse o primeiro ato de Ednaldo Rodrigues no retorno ao comando da CBF. Ao todo, o treinador comandou o Brasil em seis partidas, todas válidas pelas Eliminatórias da Copa do Mundo de 2026, obtendo duas vitórias, um empate e três derrotas. Dias depois, foi sucedido por Dorival Júnior.

### Cruzeiro
Foi anunciado como novo treinador do Cruzeiro no dia 23 de setembro de 2024, assinando contrato válido até o fim de 2025. Realizou sua estreia no dia 26 de setembro, num empate em casa por 1–1 contra o Libertad, pela Sul-Americana — a Raposa se classificou por ter vencido por 2–0 na ida.
Depois de vencer apenas três jogos de 15 disputados, Fernando Diniz foi informado sobre uma possível demissão no dia 8 de dezembro, totalizando pouco mais de dois meses no cargo. A notícia veio após a vitória por 1–0 contra o Juventude, fora de casa, em partida válida pela última rodada do Campeonato Brasileiro. O treinador disse ter se sentido desrespeitado pela diretoria do clube celeste por saber da demissão pela imprensa durante uma entrevista coletiva, e não por um comunicado oficial dos diretores. No entanto, após uma reunião com a diretoria no dia seguinte, foi definido que Fernando Diniz permaneceria no cargo para 2025.
O treinador iniciou o ano com dois empates, ambos em amistosos realizados nos Estados Unidos, válidos pela FC Series: o Cruzeiro empatou em 1–1 contra o São Paulo e em 0–0 contra o rival Atlético. Em seguida, iniciando as partidas oficiais da temporada, o Cabuloso venceu a Tombense, perdeu para o Athletic e empatou com o Betim, em jogos válidos pelo Campeonato Mineiro. Por conta da cobrança e dos maus resultados, Fernando Diniz foi demitido no dia 27 de janeiro. O técnico deixou o Cruzeiro com quatro vitórias, nove empates e sete derrotas, um aproveitamento de 35%.

### Retorno ao Vasco da Gama
Após semanas de negociações com o Vasco da Gama, Diniz teve o seu retorno confirmado oficialmente no dia 9 de maio de 2025, assinando contrato com o Cruzmaltino até o final de 2026.
O treinador reestreou no comando da equipe no dia 13 de maio, em uma derrota por 1–0 para o Lanús, pela Copa Sul-Americana. Na sequência, ainda em processo de adaptação ao estilo de jogo de Diniz, o time reagiu e venceu o Fortaleza por 3–0, pelo Brasileirão — a primeira vitória do técnico treinando o Vasco na elite do futebol nacional.
Após uma sofrida classificação sobre o Operário nos pênaltis, pela Copa do Brasil, o Vasco enfrentou, na partida seguinte, o Fluminense — ex-clube de Diniz, com quem conquistou a Libertadores. Apesar de abrir o placar com um gol do zagueiro João Victor ainda no primeiro tempo, o Cruzmaltino sofreu o empate com um gol contra do centroavante Pablo Vegetti e, na etapa final, viu o Flu virar o jogo com um belo gol marcado pelo lateral Guga.

## Estilo de jogo
Para Fernando Diniz, o maior troféu da sua carreira é recuperar um atleta, e seu estilo de jogo dá a liberdade para os jogadores tocarem a bola e se movimentarem livremente no campo. Os times treinados por Diniz preservam o toque de bola e não apelam para chutes de longa distância ("chutões") nem em momentos de alta pressão dos adversários. Além disso, há uma constante troca de posições. Em seus times, o goleiro é mais um a participar deste constante toque de bola. Na filosofia do treinador, o goleiro precisa "jogar na linha, usar os pés e participar do jogo."
São alguns conceitos do "Dinizismo": a saída curta para atrair a marcação (com a troca de passes na defesa com o goleiro utilizando mais os pés), o passe curto para quebrar linhas do adversário, além da ideia de atacar espaços não ocupados. Esses conceitos citados criam uma das principais características no estilo de jogo de Fernando Diniz, que é a superioridade numérica.
O treinador explica que seu estilo de jogo, apesar de ser comparado ao tiki-taka, tem algumas diferenças. "A gente usa muito mais o goleiro na saída de bola, se arrisca mais. A rotatividade dos nossos jogadores é maior." Por isso, a imprensa paulista apelidou seu estilo de jogo de tiki-taka à paulista ou Dinizismo.

## Vida pessoal
Em agosto de 2024, enquanto estava sem clube após ser demitido do Fluminense, Fernando Diniz orientou e deu instruções táticas a um grupo de jovens atletas universitários. O treinador comandou a equipe a pedido do seu filho, aluno de medicina da Faculdade de Ciências Médicas da Santa Casa de São Paulo.

## Estatísticas como treinador
Atualizadas até 27 de janeiro de 2025
| Clube               | Jogos | Vitórias | Empates | Derrotas | Aproveitamento |
| ------------------- | ----- | -------- | ------- | -------- | -------------- |
| Guaratinguetá       | 18    | 6        | 7       | 5        | 46.3%          |
| Votoraty            | 76    | 38       | 17      | 21       | 59.21%         |
| Botafogo-SP         | 4     | 1        | 0       | 3        | 25%            |
| Paulista            | 32    | 14       | 9       | 9        | 53.13%         |
| Atlético Sorocaba   | 45    | 24       | 8       | 13       | 59.26%         |
| Paraná              | 17    | 7        | 3       | 7        | 47.06%         |
| Audax               | 112   | 50       | 31      | 31       | 53.87%         |
| Oeste               | 37    | 9        | 16      | 12       | 38.74%         |
| Atlético Paranaense | 21    | 5        | 7       | 9        | 34.92%         |
| Fluminense          | 190   | 92       | 41      | 57       | 55.61%         |
| São Paulo           | 74    | 34       | 20      | 20       | 54.95%         |
| Santos              | 31    | 11       | 8       | 12       | 44.09%         |
| Vasco da Gama       | 12    | 4        | 3       | 5        | 41.67%         |
| Seleção Brasileira  | 6     | 2        | 1       | 3        | 38,88%         |
| Cruzeiro            | 20    | 4        | 9       | 7        | 35%            |

## Jogos pela Seleção Brasileira
Legenda:      Vitórias —      Empates —      Derrotas
|      | Data           | Competição                             | Local          | Placar | Adversário | Ref.   |
| 2023 | 2023           | 2023                                   | 2023           | 2023   | 2023       | 2023   |
| ---- | -------------- | -------------------------------------- | -------------- | ------ | ---------- | ------ |
| 1    | 8 de setembro  | Eliminatórias da Copa do Mundo de 2026 | Belém          | 5–1    | Bolívia    | [ 85 ] |
| 2    | 12 de setembro | Eliminatórias da Copa do Mundo de 2026 | Lima           | 1–0    | Peru       | [ 86 ] |
| 3    | 12 de outubro  | Eliminatórias da Copa do Mundo de 2026 | Cuiabá         | 1–1    | Venezuela  | [ 87 ] |
| 4    | 17 de Outubro  | Eliminatórias da Copa do Mundo de 2026 | Montevideo     | 0–2    | Uruguai    | [ 88 ] |
| 5    | 16 de novembro | Eliminatórias da Copa do Mundo de 2026 | Barranquilla   | 1–2    | Colômbia   | [ 89 ] |
| 6    | 21 de novembro | Eliminatórias da Copa do Mundo de 2026 | Rio de Janeiro | 0–1    | Argentina  | [ 90 ] |

## Títulos como jogador
Corinthians
- Campeonato Paulista: 1997[6]

Fluminense
- Campeonato Carioca: 2002[6]

## Títulos como treinador

### Oficiais
Votoraty
- Campeonato Paulista - Série A3: 2009[111]
- Copa Paulista: 2009[112]

Paulista
- Copa Paulista: 2010[113]

Fluminense
- Campeonato Carioca: 2023
- Copa Libertadores da América: 2023
- Recopa Sul-Americana: 2024

### Outras conquistas
Fluminense
- Taça Guanabara: 2023[114]

### Prêmios individuais
- Melhor Treinador do Campeonato Paulista: 2016[115]
- Melhor Treinador do Campeonato Carioca: 2019[46] e 2023[73]
- Melhor treinador da Copa Libertadores da América: 2023[116]
- Treinador Sul-Americano do Ano (El País): 2023[117]
- 5º Melhor Treinador do Mundo pela IFFHS: 2023[5]